# Antonio van Halen y Sarti
Antonio Van Halen y Sarti (Illa de León, actual San Fernando, Cadis, 1792-Madrid, 1858), comte de Peracamps, va ser un marí i militar espanyol. Va participar en les guerres del francès e hispanoamericana i en la primera guerra carlista.
Capità general de Catalunya durant la Regència d'Espartero, va bombardejar Barcelona el 1842 i Sevilla el 1843. Aquest mateix any, el va acompanyar en el seu exili. Va tornar a Espanya el 1847 i, reintegrat a l'exèrcit, el 1851 va ocupar plaça de ministre en el Tribunal Suprem de Guerra i Marina. A l'octubre del mateix any va ser designat senador vitalici.

## Biografia
Fill d'Antonio Van Halen, tinent de navili nascut a Cadis, i de Francisca Sarti, i germà menor de Juan van Halen y Sarti, va ingressar el 1804 en l’ armada com a guardiamarina. Durant la Guerra del Francès va combatre a les tropes napoleòniques. Amb rang d’alferes de fragata, en 1810 va ser destinat a Cadis i va participar en la defensa de la ciutat al comandament del canoner núm. 34. El 1811 es va trobar en l'atac al Trocadero i va prestar servei de comboi a embarcacions mercants entre els ports de Huelva i Tarifa. Al comandament de la faluca Hurón, d'Ayamonte, va capturar una embarcació de la marina francesa, entre altres accions de guerra. Un any després, embarcat en la goleta Patriota, va arribar a Mallorca i d'allí en el San Pablo a Catalunya.
Conclosa la guerra, va ser destinat a l'expedició de Montevideo, cap a on va partir al febrer de 1815. Allí va ser ascendit a alferes de navili però a causa d'un incident amb un capità de navili, al qual va desafiar per qüestions personals, va haver de comparèixer en consell de guerra pel qual, si bé va sortir absolt, va resultar postergat en un ascens. Ferit en el seu orgull va sol·licitar la baixa en l'armada i la passada a l'exèrcit de terra. Destinat al Regiment d'Infanteria del Rei com a ajudant del general Pascual Enrile, va ser present en la recuperació de l'illa Margarita i en el setge de Cartagena de Indias fins a la rendició de la plaça.
Abans de tornar a Espanya, al desembre de 1816, va participar en la conquesta de Santa Fe i va ser nomenat governador militar i polític de la província de Girón, en el lloc de la qual va ser ascendit a capità. En retornar a Espanya portava amb ell la Flora de Celestino Mutis que estava a Santa Fe de Bogotà. A Madrid va ser destinat al Regiment d'Infanteria de Numància. En 1820, amb grau de comandant, va tornar a creuar l'Atlàntic en l'expedició a Terra Ferma. A Bogotà es va entrevistar amb Simón Bolívar i va tornar a la península donant escorta als comissionats designats per Bolívar per tractar amb el Govern d'Espanya de les condicions de pau. En 1823, a les ordres de Juan Martín Díez, va combatre a la facció absolutista de Georges Bessières a La Alcarria. Va fer front a la invasió dels Cent Mil Fills de Sant Lluís a Astúries i Galícia. Amb la capitulació de La Corunya va ser fet presoner i portat a França, on va romandre poc temps retingut, però va quedar sense ocupació fins a la seva reincorporació a l'exèrcit alguns mesos abans de la mort de Ferran VII, al gener de 1833, amb càrrec de tinent coronel al comandament del regiment d'infanteria Zamora núm. 8 de línia.

### Primera guerra carlista
En esclatar la Guerra Carlista va ser destinat a Catalunya com a comandant general de les forces de l'exèrcit i la milícia dels corregiments de Figueres i Girona. En aquest lloc i poc després al capdavant de nou del regiment de Zamora va combatre contra les esmunyedisses partides carlistes que actuaven a l'interior i a la muntanya de Catalunya. Malalt, va ser autoritzat a refer a Barcelona, però després del tumult que va desembocar en l'assassinat del general Bassa no va voler romandre a la ciutat i va obtenir comissió especial per a passar a la legió auxiliar francesa i després a la comandància de la província d'Osca. Al març de 1836 va prendre el comandament del regiment d'Aragó i al maig va passar a l'exèrcit del Nord, com a cap de la brigada d'avantguarda de la cinquena divisió. En les operacions de defensa als voltants de Sant Sebastià va resultar ferit, la qual cosa li va merèixer l'ascens a brigadier. Comandant general de la quarta divisió de l'exèrcit del Nord al febrer de 1837, va fer front a l’ Expedició Reial que havia entrat a Osca, on l'exèrcit isabelí va sofrir un fort daltabaix i la mort del seu comandant en cap, el general Miguel María Iribarren. Per la seva actuació en la batalla Van Halen va ser ascendit a mariscal de camp.
Després de la nova derrota soferta per l'exèrcit isabelí a Barbastre, en la qual va perdre la vida el brigadier Joseph Conrad, va seguir en persecució de l'exèrcit expedicionari de don Carles al capdavant de la 1a brigada de la divisió de la Guàrdia Reial, arribant amb ella fins a Pozuelo de Aravaca, a les proximitats de Madrid, on se li va revoltar l'oficialitat, que reclamava un canvi de Govern, seguint sense ella, amb la tropa i els pocs oficials que van voler acompanyar-lo, en direcció a Segòvia, on se suposava que estava el pretendent. Promogut a cap d'estat major de l'exèrcit del Nord, va participar en totes les operacions militars de la campanya dirigida a la regió basco-navarresa per Espartero. L'abril del 1838 va ser designat segon cap de Castella la Vella, la qual cosa va interpretar com una maniobra del Govern per a separar-lo d'Espartero, per la qual cosa va rebutjar el càrrec en carta dirigida a la regent, en la qual deia no voler el descans, «ni destins lucratius i còmodes, a costa del meu honor», sent-li admesa la dimissió al juny i el pas a caserna a Madrid.
Al setembre va ser nomenat general en cap de l'exèrcit del centre i capità general dels regnes d'Aragó, València i Múrcia, càrrec del qual va prendre possessió el 4 d'octubre, «bé a pesar seu», segons Antonio Pirala, «perquè sabia el lamentable estat de les forces que anava a manar, on Cabrera imposava la llei amb el terror del seu nom». Immediatament va proclamar l'estat de guerra a Aragó, València i Múrcia, la qual cosa va desencadenar l'inici d'una nova era de feroces represàlies i la proclamació de bàndols «redactats en estil truculent», resposts d'igual mode per Cabrera. La notícia de l'afusellament de 96 sergents fets presoners per Cabrera a Maella va provocar amotinaments en diversos punts de la seva comandància demanant represàlies, especialment a València on van ser assassinats alguns presoners carlistes i el general Froilán Méndez Vigo que tractava de dissoldre la quadrilla de milicians nacionals constituïts en junta de represàlies. L'afusellament de 66 presoners carlistes prop de Morvedre, ordenat personalment per Van Halen, li ho va recriminar el general Cayetano Carlos María Borso di Carminati, que li va presentar la seva dimissió perquè havia ofert caserna als presoners en prendre'ls a Pedralba. «Quant al govern —escriu Chamorro i repeteix literalment Pirala—, va haver de fer una manifestació pública a favor de Van-Halen elevant-li en aquelles circumstàncies, el 28 de desembre, a l'ús de tinent general». En les files carlistes la conducta de Cabrera va merèixer el retret del mateix pretendent, que va enviar al bisbe de Lleó per a demanar-li contenció, i Van Halen va aprofitar al febrer de 1839 per oferir-li un intercanvi general de presoners, arribant-se finalment amb la mediació del coronel anglès Lacy a la signatura el 3 d'abril d'un acord per a humanitzar la guerra, anomenat pels carlistes conveni de Segura i pels isabelins tractat de Lécera.
La signatura de l'acord, no obstant això, va ser acollida a Madrid amb desgrat i forts atacs a Van Halen, a qui es retreia haver reconegut oficialment a Cabrera el títol de comte de Morella, amb el qual va signar el conveni, i els articles que permetien tractar com a presoners als qui prèviament s'havien passat des de les files isabelines, prohibien l'enviament de presoners a ultramar i preveien la devolució dels presoners ferits una vegada sanats. El frustrat intent de prendre el castell de Segura i la seva retirada sense gairebé combatre va danyar encara més el seu prestigi i el de l'exèrcit del Centre a ulls del Govern, per la qual cosa va presentar la seva dimissió i va ser cridat a caserna a Madrid, on va demanar que se li obrís sumària per a defensar la seva actuació davant el fiscal Evaristo San Miguel.
Absolt de càrrecs, el 20 de febrer de 1840 va ser designat capità general de Catalunya i general en cap del seu exèrcit. A Peracamps, vital per a assegurar el proveïment de Solsona, va obtenir una important victòria sobre les tropes carlistes, amb només nou ferits, entre ells el seu propi germà Juan que manava la brigada que cobria la marxa. Buidat el camí a Solsona i consolidada la seva posició va ser possible també destruir les defenses construïdes en els seus voltants pels carlistes, encara que en aquestes operacions de neteja, amb importants baixes, ell mateix va resultar ferit de bala en una mà. Quan va entrar a Barcelona va ser acollit joiosament per la població i homenatjat per l'ajuntament que li va lliurar una camisa brodada amb les armes de la Ciutat Comtal, en tant el Govern el va premiar amb el títol de comte de Peracamps per cèdula signada el 5 de juliol.

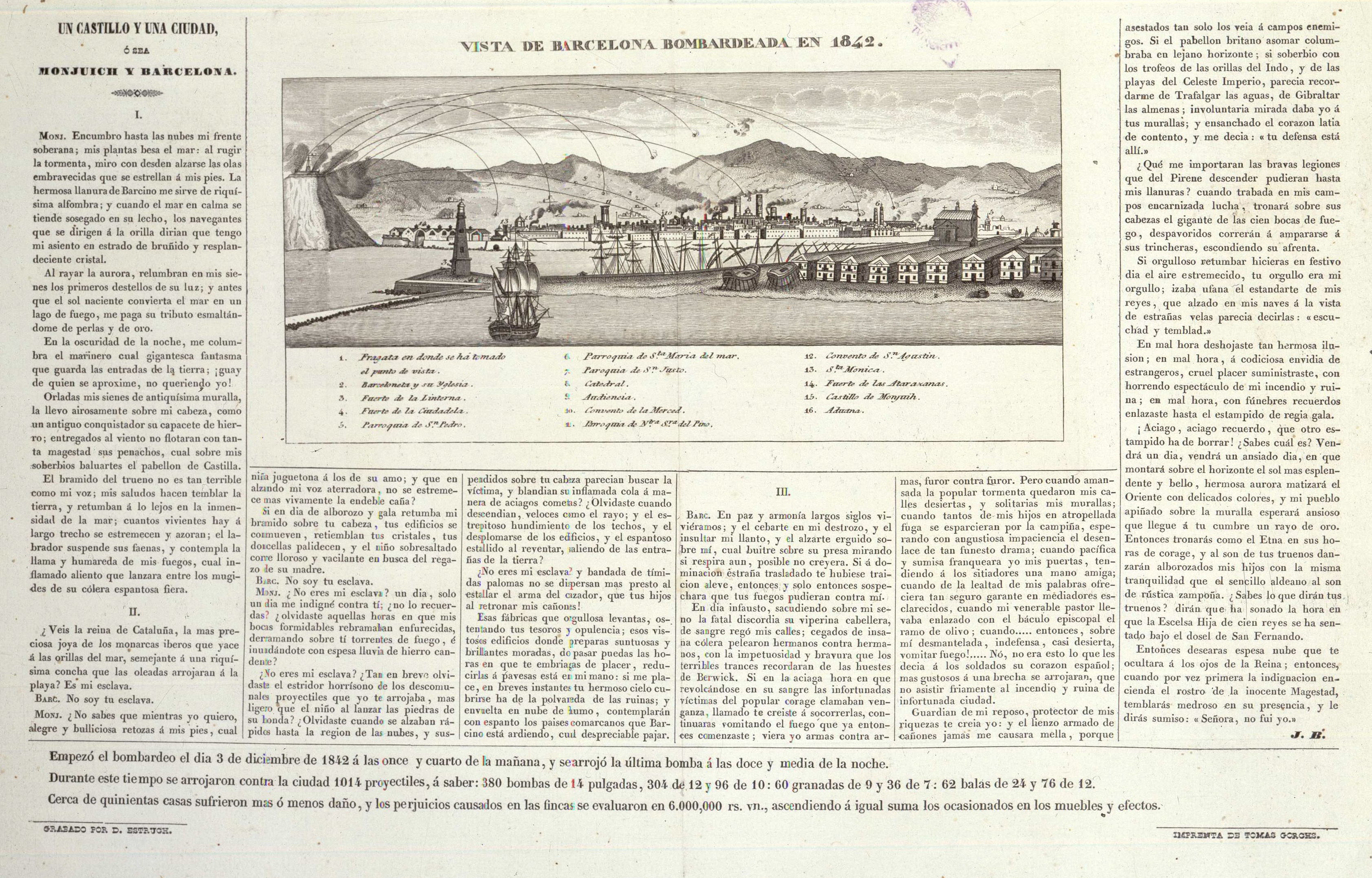
Vista de Barcelona bombardeada en 1842. Gravat de Domènec Estruch. Biblioteca Nacional d’Espanya.

A principis d'octubre de 1841, constituïda la regència d'Espartero, va marxar a Pamplona per a fer front a la insurrecció dels generals moderats O'Donnell i Montes de Oca i secundada a Madrid per altres elements de l'exèrcit. En algunes ciutats es van formar juntes per a defensar al govern progressista, però passat el perill, quan Espartero va disposar la seva dissolució, la de Barcelona es va negar a acatar l'ordre i, aprofitant l'absència de Van Halen, va començar l'enderrocament de la Ciutadella atesa una vella reclamació urbana. A mitjan novembre Van Halen va entrar a Barcelona i va poder controlar la situació sense gairebé esforç, encara que per a evitar majors mals va suspendre el desarmament de les milícies nacionals, el número de les quals era molt superior al de la tropa al seu comandament.

### Bombardeig de Barcelona
Major gravetat van tenir els successos de l'any següent. El debat en el Congrés dels Diputats entre lliurecanvistes i proteccionistes havia dividit als progressistes al mateix temps que creixien la propaganda republicana i les maniobres dels moderats per a posar fi a la regència d'Espartero. A Catalunya la qüestió cotonera —el temor a una reducció dels drets duaners pagats per teixits anglesos— es veia com una amenaça directa a la incipient indústria tèxtil catalana. La tensió ciutadana va créixer quan Martín Zurbano va començar a reclutar tropes als voltants de Barcelona, estenent-se el rumor que es preparava una quinta extraordinària alhora que es tornava a parlar del desarmament de les milícies.
El 13 de novembre de 1842 va esclatar a Barcelona una insurrecció, a la qual es va sumar la milícia, i en poques hores la ciutat es va omplir de barricades. El seu detonant va ser la notícia que el govern es disposava a signar un acord comercial lliurecanvista amb Gran Bretanya que rebaixaria els aranzels als productes tèxtils anglesos, cosa que suposaria la ruïna per a la naixent indústria cotonera catalana. L'espurna inicial, no obstant, va saltar per un aldarull que es va produir en el Portal de l'Àngel en relació amb els consums el 13 de novembre, un diumenge a la tarda. La resposta de l'autoritat militar va ser ocupar l'ajuntament i detenir diversos periodistes d'El Republicano, presents en els fets. L'endemà una comissió que demanava que s'alliberés els detinguts, també va ser empresonada. Va començar llavors una guerra de barricades protagonitzada per la milícia, recolzada per paisans armats, que va obligar van Halen a ordenar als seus homes que abandonessin la ciutat i que es repleguessin cap al castell de Montjuïc, des d'on es dominava la ciutat, i cap a la fortalesa de la Ciutadella, a l'altre extrem de l'urbs. El replegament de les tropes governamentals va ser considerat un triomf pels revoltats la Junta dels quals –presidida per Juan Manuel Carsi i que tenia el seu origen en la “Junta de Vigilància”, que s'havia format a Barcelona l'any anterior- va fer públic el seu programa que demanava:
| « | Unió entre tots els liberals. A baix Espartero i el seu govern. Corts constituents. En cas de regència, més d'un; en cas d'enllaç de la reina Isabel II, amb espanyol. Justícia i protecció a la indústria nacional | » |

El 13 de novembre una baralla entre soldades i civils a les portes de la ciutat va prendre la metxa. La milícia, que comptava amb més de 10.000 fusells, diversos canons i abundant munició, segons va reflectir el propi Van Halen en el seu Diario razonado de los acontecimientos que tuvieron lugar en Barcelona desde el 13 de noviembre al 22 de diciembre de 1842, es va congregar a la plaça de Sant Jaume demanant l'alliberament dels detinguts, entre ells un redactor de La República, i es va negar a dissoldre's quan se li va requerir, donant pas a la formació d'una junta revolucionària encapçalada pel republicà Juan Manuel Carsi. El 15 Van Halen va ordenar a les seves tropes que destruïssin les barricades alçades en punts estratègics de la ciutat, trobant forta resistència. Benito Pérez Galdós a Los Ayacuchos, novel·la de la tercera sèrie dels Episodios nacionales, reflecteix els successos d'aquest dia a Barcelona en la ploma de Fernando Calpena, el seu protagonista, que en carta dirigida a la seva promesa escriu:
| «                                               | I per atenuar les tràgiques impressions amb unes altres de l'ordre contrari, que en els majors desastres no hi ha qui separi l'humorístic del terrible, et comptaré una barroera ingenuïtat del cap de nacionals que manava la barricada pròxima a Caputxins. Li va enviar Van-Halen un parlamentari amb proposicions honroses perquè es rendís, i d'ofici li va contestar el que llegiràs. Ferit a la mà dreta, i no podent escriure, va dictar la resposta a un sergent, que la reté en la seva memòria per a gaubança dels qui estimem l'espontaneïtat popular. Diu així: A Antonio Van-Halen, jefe de las fuerzas enemigas: —Antonio: no te canses, no cederemos. Si te obstinas en hostilizarnos, te daremos para peras. —Patria y Libertad. | » |
| — Benito Pérez Galdós, Los Ayacuchos, cap. XXV. | |   |

Després de sofrir greus pèrdues —les víctimes, entre morts i ferits, van poder arribar a tres-centes— Van Halen no va tenir més remei que ordenar el replegament dels seus 2100 homes d'infanteria i 300 de cavalleria als forts de Montjuïc i Drassanes, abandonant la Ciutadella que, derruïda la muralla principal, tenia difícil defensa. La situació de Van Halen es va complicar més quan els militars concentrats a la caserna dels Estudis i les Drassanes van capitular davant la junta amb la mediació del cònsol francès, Ferdinand de Lesseps, incapaç, segons Pérez Galdós, de dissimular la seva parcialitat a favor dels insurrectes. Fins i tot l'intent de Van Halen de posar fora de perill a les seves cinc filles, enviant-les a un vaixell francès, es va veure frustrat en tallar-los el pas unes llanxes en poder dels revolucionaris. Però quan la junta revolucionària va tractar de guanyar-se el suport dels grans propietaris i industrials de la ciutat va passar que aquests, contraris a la col·laboració amb els republicans, van detenir Carsi i el van enviar a l'exili, iniciant negociacions amb Van Halen. Els elements més radicals es van fer llavors amb el control de la junta, interrompent bruscament les negociacions.
El 20 de novembre Van Halen va iniciar el bloqueig de la ciutat —abandonada per bona part de la seva població— avançant-se a l'arribada als seus voltants d'Espartero amb el Govern. El regent Espartero va decidir dirigir personalment la repressió de la insurrecció i el 22 de novembre va arribar a Barcelona. Aquest mateix dia el general Van Halen, per ordre d'Espartero, va comunicar que Barcelona seria bombardejada des del castell de Montjuïc si abans de 48 hores no es rendien els insurrectes. Llavors va cundir el desconcert a la ciutat i la Junta va ser substituïda per una altra més moderada, amb la qual Espartero es va negar a negociar, i per una tercera dominada pels republicans i disposta a resistir. En el matí del 3 de desembre, després d'una nova negativa de la junta a desarmar a la milícia, va començar el bombardeig de la ciutat, que es va mantenir durant dotze hores en les quals des del castell de Montjuïc es van disparar una mica més de mil projectils, causant danys a més de 400 edificis. A la nit un grup de representants de la ciutat va acudir a oferir la rendició a Van Halen, que hi va entrar el dia 4, va desarmar a la milícia i va imposar una multa de dotze milions de rals a la població com a càstig. Tretze individus de les patuleies —tres batallons de les milícies rearmats per Carsi— i un dels seus capitans van ser afusellats. Els partits i la premsa de tot Espanya van criticar durament el bombardeig. Espartero va ser rebut fredament a Madrid al seu retorn i la burgesia catalana va començar a donar el seu suport als moderats, que de fet van resultar victoriosos a Barcelona a les eleccions de març de 1843. Van Halen va ser rellevat del càrrec i cridat a caserna a Madrid, quedant sense destí.
En la primavera de 1843 Espartero va forçar la dimissió del govern presidit per Joaquín María López enmig de rumors de conspiració contra el regent, acusat d'actuar de manera personalista i autoritària. A la fi de maig va esclatar la insurrecció a Màlaga, a la qual va seguir la formació en moltes poblacions de juntes locals d'ampli espectre en les quals participaven burgesos acomodats i militars descontentaments en contacte amb els nombrosos militars exiliats encapçalats per Narváez i Concha, que el 27 de juny van desembarcar a València. En aquestes circumstàncies, Espartero va oferir a Van Halen el 15 de juny el comandament de les tropes d'Andalusia. Quan es va posar al seu capdavant, Granada ja s'havia revoltat i no van trigar a sumar-se Sevilla, Còrdova i Écija. A Jaén, on esperava la incorporació de les tropes de cavalleria i d'artilleria que, procedents de Sevilla i Còrdova, no havien volgut sumar-se als insurrectes, va veure impotent com més de mil homes del batalló de Jaén es passaven al bàndol oposat. El 29 de juny va emprendre la marxa sobre Sevilla, entrant primer a Còrdova i Écija. El 9 de juliol des d’Alcalá de Guadaira va comminar a l'ajuntament sevillà a restablir l'ordre, però escàs de tropes i sense artilleria no va intentar entrar a la ciutat. Quan per fi el dia 20 li va arribar l'artilleria des de Cadis, el va fer faltat de municions, per problemes de transport, i sense caps i oficials, que gairebé íntegrament s'havien negat a sortir de Cadis. El mateix dia 20 a la tarda va començar el bombardeig sobre la ciutat, replicat pels seus defensors de la mateixa manera. El 23 va arribar Espartero al capdavant de 4500 infants i 300 cavalls. Simultàniament Narváez, Prim i Serrano entraven a Madrid. Quan la notícia va arribar a Sevilla, el 27, Espartero i Van Halen van aixecar el setge emprenent camí cap a Jerez de la Frontera, cap on també es dirigia Concha. En el camí les desercions van ser generalitzades, no quedant-los cap altra opció que la d'embarcar-se a Puerto de Santa María en el vapor Betis amb els pocs lleials que els quedaven. A Cadis, també insurrecta, van passar al navili anglès Malvar en el qual van marxar a l'exili. Fins a abril de 1847 en què va ser rehabilitat i va poder tornar a Madrid en situació de caserna va residir a Londres, Brussel·les i París. En 1851 va ser nomenat ministre del Suprem Tribunal de Guerra i Marina, del qual en 1854 va ser designat president. Senador vitalici, la seva última ocupació va ser el de vocal de la Junta Consultiva de Guerra, ja que va ocupar només uns mesos abans de morir a Madrid, el 27 d'octubre de 1858.